# 川上哲郎
川上 哲郎（かわかみ てつろう、1928年8月3日 - 2021年1月9日） は日本の実業家。住友電気工業代表取締役社長、同会長、関西経済連合会会長、日本電線工業会会長等を歴任。位階は従三位。勲一等瑞宝章受章。

## 来歴・人物
東京都吉祥寺出身。父は厚生省官僚。東京府立二中、海軍兵学校第77期を経て、1952年東京商科大学（現・一橋大学）卒業。古川栄一ゼミ出身。
商社志望だったが、大学卒業後は、健康診断で落ちた内定者の代わりとして、ゼミの教授の勧めで住友電気工業に入社。1975年同社取締役、1978年常務取締役、1980年代表取締役専務、1982年代表取締役社長、1991年代表取締役会長、1999年相談役。2008年8月名誉顧問
財団法人関西情報センター会長などを経て、1994年から1997年まで関西経済連合会会長を務め、関西国際空港第二期事業の取りまとめ等や、阪神・淡路大震災への対応にあたり、総理府阪神・淡路復興委員会委員も務めた。
1997年に日本万国博覧会記念協会会長就任。1998年大和証券監査役、1999年大和証券グループ本社監査役、2002年大和証券グループ本社取締役。2002年から2013年まで明電舎取締役。
著書に『日本型経営の叡知』『西暦2050年の日本人へのメッセージ』（ともに共著）。
2021年1月9日、老衰のため死去。92歳没。葬儀は近親者のみで執り行われた。叙従三位。

## 役職
- 日本ベンチャーキャピタル株式会社取締役
- 公益財団法人京阪神ケーブルビジョン会長
- SPring-8利用推進協議会会長
- 一般財団法人関西情報センター顧問
- 一般社団法人日韓経済協会相談役
- 立命館アジア太平洋大学アドバイザリー・コミッティ委員
- 公益財団法人太平洋人材交流センター評議員
- 公益財団法人関西エネルギー・リサイクル科学研究振興財団理事
- 組込みソフト産業推進会議監事
- 歴史街道推進協議会相談役
- 公益財団法人松下幸之助記念財団評議員会議長

## かつて務めていた役職
- 社団法人日本情報システム・ユーザー協会副会長
- 財団法人日本情報処理開発協会理事
- 財団法人国際科学振興財団理事
- 財団法人千里国際情報事業財団理事
- 財団法人国際民商事法センター理事
- 財団法人医療情報システム開発センター理事
- 財団法人アジア太平洋観光交流センター理事
- 財団法人高輝度光科学研究センター会長
- 財団法人千里ライフサイエンス振興財団理事
- 大阪都市経済調査会会長
- 財団法人日本室内楽振興財団理事
- 日本国際貿易促進協会副会長
- 社団法人ビューティフルエージング協会理事
- 社団法人日本租税研究協会副会長
- 財団法人関西社会経済研究所理事
- 公益財団法人大阪市都市型産業振興センター理事長